# Proyección (artes marciales)

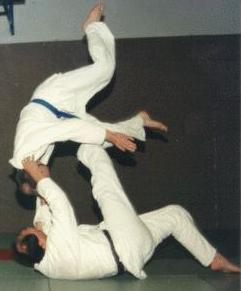
Dos artistas marciales llevando a cabo una proyección.

La proyección o derribo es un conjunto de técnicas de agarre en las artes marciales que consisten en lanzar al oponente al suelo, normalmente habiéndole agarrado previamente.
En lo referente a tirar a un oponente al suelo, se pueden nombrar las proyecciones tal cual, los derribos en los que se utilizan únicamente las manos para tirar al oponente, los barridos en los que se utilizan los pies únicamente (quizás ayudados por las manos como puntos de apoyo) y los sutemis (del japonés) en los que se utiliza la inercia o fuerza de tirarse uno mismo al suelo, para tirar al oponente.